# Segunda Taça do Campeonato Paranaense
A Segunda Taça do Campeonato Paranaense é um torneio de futebol do Paraná criado em 2018, realizado anexo ao Campeonato Paranaense de Futebol como o seu segundo turno e gerido pela Federação Paranaense de Futebol.

## História
A partir de 2018, o Campeonato Paranaense se inspirou no modelo do Campeonato Carioca e começou a ser disputado em duas Taças, onde os campeões das Taças se enfrentam na Grande Final do campeonato. Caso o mesmo clube vença as duas Taças, é declarado campeão estadual.
Todo ano as Taças são nomeadas em homenagem a grandes personagens do futebol paranaense.

## Lista de campeões
| Edição | Ano  | Nome               | Campeão                         | Vice-campeão        |
| ------ | ---- | ------------------ | ------------------------------- | ------------------- |
| 1ª     | 2018 | Taça Caio Júnior   | Athletico Paranaense (Curitiba) | Londrina (Londrina) |
| 2ª     | 2019 | Taça Dirceu Krüger | Athletico Paranaense (Curitiba) | Coritiba (Curitiba) |

## Títulos por equipe
| Clube                           | Campeão | Anos dos Títulos | Vice | Anos dos Vices |
| ------------------------------- | ------- | ---------------- | ---- | -------------- |
| Athletico Paranaense (Curitiba) | 2       | 2018 e 2019      | 0    |                |
| Londrina (Londrina)             | 0       |                  | 1    | 2018           |
| Coritiba (Curitiba)             | 0       |                  | 1    | 2019           |